# アカリグア
アカリグア（スペイン語: Acarigua）は、ベネズエラのポルトゥゲサ州北部にある都市。正式名称サン・ミゲル・デ・アカリグア (San Miguel de Acarigua) 、人口20万8495人（2008年推計）。かつては州都が置かれた、リャノ北部の商業の中心地である。
オスワルド・ゲバラ・ムヒカ空港がある。ポルトゥゲサFCは市内のヘネラル・ホセ・アントニオ・パエス競技場を本拠地としている。
コミュニティ放送局「シグアラヤTV」があり、3つの地方紙が発行されている。観光名所に大聖堂などが挙げられる。